# Tirán
Tirán es una parroquia perteneciente al ayuntamiento de Moaña, en la provincia de Pontevedra, Galicia (España).

## Datos básicos
Según el padrón municipal de 2010 tenía 4.455 habitantes distribuidos en 5 entidades de población.

## Geografía
Tirán es la parroquia más pequeña del municipio de Moaña, situada entre el núcleo urbano moañés y el municipio de Cangas. Posee una elevada densidad de población (3.873,91 hab./km², la más alta del municipio), debido a su proximidad con el núcleo urbano (los núcleos de población de O Real -1.589 habitantes en 2010- y O Con -1.680 habitantes en 2010-, altamente urbanizados, forman actualmente una conurbación con el resto del núcleo urbano de Moaña).
Es una parroquia eminentemente costera, a orillas de la ría de Vigo, que cuenta con varias playas, como la reputada playa de O Con o la playa de Niño do corvo. Su única elevación de importancia es el Alto dos Remedios (de poco más de 100 metros de altura), donde se sitúa una ermita en la que se celebra una concurrida romería mariana.
La iglesia parroquial, consagrada a San Juan, se sitúa al borde de un pequeño acantilado sobre la ría y es de factura románica, construida en el siglo XIII. Dicho acantilado está horadado por las rompientes del mar, que forman varias cuevas de varios metros de longitud bajo la iglesia (como la Cova da Lontra).
La mayor parte del puerto de Moaña se sitúa dentro de los límites de la parroquia de Tirán.

## Deportes
Es sede del importante club de remo Sociedad Deportiva Tirán, que ha consiguiendo en varias ocasiones el Campeonato de España de Traineras. 

## Personalidades nacidas en Tirán
- Jesús ''Fillo'' Carballo, exgimnasta y exseleccionador nacional
- Santiago Castroviejo, botánico y director del Real Jardín Botánico de Madrid
- Javier Castroviejo, científico
- Otras personalidades han elegido Tirán como su lugar de residencia, como José María Castroviejo, escritor; Bernardino Graña, poeta o Casto Méndez Núñez, marino, militar y contraalmirante de la Real Armada Española, cuyo lugar de residencia fue el pazo do Real en el barrio de O Real, Tirán.